# San Martino (scoglio)
San Martino o scoglio Santa Marina (in croato Sveti Marin) è uno scoglio disabitato della Croazia situato lungo la costa dalmata.
Amministrativamente appartiene al comune di Novi, nella regione litoraneo-montana.

## Geografia
San Martino si trova nella parte orientale del canale di Maltempo (Vinodolski kanal), di fronte alla città di Novi e a ovest dell'insenatura di valle Murova (uvala Murovska). Nel punto più ravvicinato, dista dalla terraferma 175 m.
San Martino è uno scoglio ovale che misura 100 m di lunghezza e 80 m di larghezza massima. Ha una superficie di 6542 m² e uno sviluppo costiero di 296 m. Al centro, dove si trova la chiesetta gotica di San Marino, raggiunge un'elevazione massima di 3,8 m s.l.m.
Come dimostrano gli scavi archeologici, la chiesetta è stata costruita sul sito di una chiesa più grande risalente al periodo degli antichi Croati (VII-X secolo). Un'iscrizione su pietra del III-IV secolo, che cita l'imperatrice Elena, dimostra anche la precedente presenza romana nella zona.

### Cartografia
- (HR) Mappa topografica della Croazia 1:25000, su preglednik.arkod.hr.